# ひぐらしのなく頃に 巡
『ひぐらしのなく頃に 巡』（ひぐらしのなくころに めぐり）は、原作：竜騎士07、作画・ストーリー構成：赤瀬とまとによる日本の漫画作品。
本記事では、本作の前編にあたる漫画版『ひぐらしのなく頃に 業』についても言及する。

## 概要
ひぐらしのなく頃に 業
2020年10月2日から2021年9月24日にかけてヤングエースUP（KADOKAWA）にて連載された。『鬼騙し編』『綿騙し編』『祟騙し編』『猫騙し編』の計4編で構成される。全15話。全4巻。
アニメ版と同様に正式タイトルを伏せた状態で連載を開始した。
ひぐらしのなく頃に 巡
2021年10月15日から2024年1月26日にかけてヤングエースUP（KADOKAWA）にて連載された。赤瀬とまとが業・卒を再構築したオリジナル解答編。『郷壊し編』『鬼明し編』『綿明し編』『祟明し編』『猫明し編』『明暮し編』の計6編で構成される。全19話。全5巻。

## 登場人物
- 北条沙都子
- 古手梨花
- 前原圭一
- 竜宮レナ
- 園崎魅音
- 園崎詩音
- 羽入
- エウア

## あらすじ（業）
鬼騙し編
- 第1話～第3話

都会から雛見沢村へと引っ越してきた前原圭一は、雛見沢分校のクラスメイトらと共に幸せな日々を送っていた。ある日、ダムの工事現場跡に足を運んでいた圭一は、偶然出会ったフリーのカメラマンから、この場所で何か事件があったことを教えられる。圭一はクラスメイトらに事件の詳細を尋ねるも、その内容をはぐらかされてしまう。クラスメイトらの不自然な素振りを見て、圭一は次第に疑心を募らせていく。
そんな中、村祭りの夜に二人の人物が失踪する。このような事件が六年連続で発生しており、それらは村で「オヤシロ様の祟り」と恐れられていることを、圭一は事件を追う刑事から知らされる。刑事と情報交換をする過程で、圭一は村に対する疑心を更に募らせる。
疑心を募らせた圭一に、クラスメイトである古手梨花が歩み寄る。梨花は圭一の話を聞いた後、「疑うべきは周囲ではなく自分自身だ」と彼を諭す。自らの過ちに気付いた圭一は、自らの疑心に打ち勝ち、仲間を信じようと葛藤する。
綿騙し編
- 第4話～第7話

祟騙し編
- 第8話～第12話

猫騙し編
- 第13話～第15話

## あらすじ（巡）
郷壊し編
- 第1話～第5話

これまでの結末に至る経緯が明かされる。
鷹野率いる山狗部隊との戦いが終わったあと、梨花は沙都子を誘い、聖ルチーア学園への進学を決意。詩音の反対を押し切り、猛勉強の末に二人は無事合格。入学後は学園の人気者になっていく梨花に対し、勉強嫌いの沙都子は落ちこぼれ、補習クラスに落とされる。さらに、梨花の取り巻きの画策により、二人の関係の亀裂が深まっていく。
そんな中、雛見沢へ久しぶりに帰った沙都子は、部活メンバーに歩み寄ろうとした際にカケラ空間へ飛ばされ、謎の女と出会う。沙都子は謎の女から「梨花の100年間」を見せられ、そして「時を繰り返す」ことを提案される。昭和58年に戻った沙都子はさまざまな選択をすることで最善の未来を探すが、どの方法を採っても望まぬ未来が訪れてしまう。運命を変えられないと悟った沙都子は、昭和58年6月の充実した日々を取り戻すために「惨劇」を起こすことを決意する。
鬼明し編
- 第6話～第8話

これまでの結末に至る経緯が明かされる。鬼騙し編の解答編。
目が覚めると昭和58年6月に戻っていた梨花は、再び惨劇を打ち破るために行動を開始する。その裏で、沙都子は入江診療所を襲撃し、鷹野からH173を奪い取る。
その一方で、レナの父は間宮リナによって美人局の被害に遭っていた。父を守るため、レナは彼女と話し合う。二人の話し合いは和解に終わったが、沙都子にH173を打ち込まれたことでレナは発症してしまう。その後、父との生活を守るために、レナは"頑張る"ことを決意する。
綿明し編
- 第9話～第11話

これまでの結末に至る経緯が明かされる。綿騙し編の解答編。
次のゲームまでに必要なモノを揃えるため、沙都子は繰り返す力を駆使して拳銃とH173の薬品を手に入れる。そして、園崎姉妹のどちらかに沙都子がH173を打ち込むことで、第二のゲームが幕を開ける。
魅音のことを女の子だと認め、人形を手渡してくれた圭一に対して、彼女は恋心を抱く。そんな中、祭りの最中に圭一が祭具殿に忍び込んだことで、彼が「祟り」という名目で御三家によって消されてしまうことを魅音は危惧する。圭一を祟りから守るため、魅音はオヤシロ様の祟りを終わらせることを決意する。
祟明し編
- 第12話～第13話

これまでの結末に至る経緯が明かされる。祟騙し編の解答編。
エウアの言う「変化」により改心した鉄平が沙都子の元へ帰ってくる。沙都子は鉄平が帰ってきたことを利用し、学校側には虐待の被害者として、鉄平側にはいじめの被害者として悲劇のヒロインを演じる。
鉄平の頼みにより北条家へ訪れた大石は、沙都子にH173を打ち込まれたことで雛見沢症候群のL5を発症してしまう。発症した大石は、沙都子からの虚偽の証言により、梨花がオヤシロ様の祟りの黒幕であると勘違いする。複数の証拠を掴んだ大石は、おやっさんの仇を討つためにオヤシロ様の祟りを解決することを決意する。
猫明し編
- 第14話

これまでの結末に至る経緯が明かされる。猫騙し編の解答編。
祟明し編での沙都子の実験によって、H173を少量接種するだけでも末期発症を起こせることが判明した。全てが計画通りだと誇示する沙都子に対して、鉄平の変化は想定外だったであろうとエウアは反応する。鉄平に起こったような記憶の累積は、沙都子に関わる者全てに変化をもたらすとエウアは説明する。それに対して、いくら変化が起きようとも先に梨花を殺してしまえば関係ないと沙都子は一蹴する。
沙都子は幸せな日々を維持するために惨劇を起こし続ける。その惨劇に耐えかねて、梨花はとうとう屈服してしまう。沙都子は屈服した梨花や部活メンバーたちと共に雛見沢で幸せな日々を過ごす。6月24日にサプライズで誕生日を祝われた沙都子は、数百年ぶりに自らの誕生日を認識する瞬間を迎える。その際、梨花からのプレゼントをビックリ箱と勘違いしたことで、繰り返す者であることが露見してしまう。沙都子は梨花と部活メンバーらを全員殺し、次のカケラへと移動する。
明暮し編
- 第15話～第19話

TVアニメとは異なる、本作オリジナルの最終編。
羽入の残り香は全ての力を使い、一度だけ記憶を失わずに次のカケラへ行くことができる力を梨花に与えた。梨花はチャンスを無駄にしないために、沙都子に気取られぬよう慎重に情報収集を始める。情報収集の過程で、H173が一本紛失していること、鷹野三四が黒幕ではないこと、鬼狩柳桜が奪われたことを梨花は知る。梨花は運命を打ち破るために、圭一ら部活メンバーたちに協力を求める。
圭一にH173を投与した沙都子は、彼が発症していく様子を見て安堵する。沙都子は教室で梨花を殺害しようとするも、その場にいたレナに阻止されてしまう。梨花に逃亡された沙都子は、理想の雛見沢を失わぬために、急いで彼女を追いかける。分校内には大量のトラップが仕掛けられており、沙都子は自らが罠に掛けられたことを悟る。様々なトラップを潜り抜けて、とうとう梨花を追い詰めたところで、今度は圭一に殺害を阻止されてしまう。
自らが事件を起こす裏で、「祭囃し」作戦なるものを部活メンバーらが企てていたことを沙都子は知る。その過程で、実は圭一の発症が全て演技だったこと、鬼狩柳桜に細工が施されていたことが明かされる。更に、実は梨花が127回ループをしていたことが明かされ、沙都子は絶望する。そこへ、何故か目を覚ましていた悟史が、詩音の肩を借りながら登場する。梨花はこれを「沙都子が起こした奇跡」とし、この奇跡を生きてと沙都子を諭す。
時は流れて行き、昭和59年3月。古手神社の境内で、悟史を加えた部活メンバーらは花見をしていた。梨花と沙都子は、繰り返す者としての業を背負いながら生きていくことを胸に、お互いに別離することを選ぶ。この様子を見たエウアは「つまらぬ」と吐き捨て、どこかへ姿を消す。

## 書誌情報
ひぐらしのなく頃に 業
- 竜騎士07（原作）・赤瀬とまと（作画）『ひぐらしのなく頃に 業』KADOKAWA〈角川コミックス・エース〉、全4巻

| 巻数                           | 発売日                         | 収録話                         | ISBN                           |
| ひぐらしのなく頃に 業（全4巻） | ひぐらしのなく頃に 業（全4巻） | ひぐらしのなく頃に 業（全4巻） | ひぐらしのなく頃に 業（全4巻） |
| ------------------------------ | ------------------------------ | ------------------------------ | ------------------------------ |
| 1                              | 2020年11月4日[5][書誌 1]       | 第1話～第3話                   | ISBN 978-4-04-109899-8         |
| 2                              | 2021年2月4日[書誌 2]           | 第4話～第7話                   | ISBN 978-4-04-109921-6         |
| 3                              | 2021年7月2日[書誌 3]           | 第8話～第11話                  | ISBN 978-4-04-111463-6         |
| 4                              | 2021年11月2日[書誌 4]          | 第12話～第15話                 | ISBN 978-4-04-111464-3         |
ひぐらしのなく頃に 業　コミックアンソロジー
- 竜騎士07（原作）・ヤングエース編集部（編集）『ひぐらしのなく頃に 業　コミックアンソロジー』KADOKAWA〈角川コミックス・エース〉
  - 2021年7月2日発売[6][書誌 5]、ISBN 978-4-04-111465-0

ひぐらしのなく頃に 巡
- 竜騎士07（原作）・赤瀬とまと（作画・ストーリー構成）『ひぐらしのなく頃に 巡』KADOKAWA〈角川コミックス・エース〉、全5巻

| 巻数                           | 発売日                         | 収録話                         | ISBN                           |
| ひぐらしのなく頃に 巡（全5巻） | ひぐらしのなく頃に 巡（全5巻） | ひぐらしのなく頃に 巡（全5巻） | ひぐらしのなく頃に 巡（全5巻） |
| ------------------------------ | ------------------------------ | ------------------------------ | ------------------------------ |
| 1                              | 2022年4月4日[3][書誌 6]        | 第1話～第4話                   | ISBN 978-4-04-112271-6         |
| 2                              | 2022年10月4日[書誌 7]          | 第5話～第8話                   | ISBN 978-4-04-112711-7         |
| 3                              | 2023年3月3日[書誌 8]           | 第9話～第12話                  | ISBN 978-4-04-113360-6         |
| 4                              | 2023年9月4日[書誌 9]           | 第13話～第16話                 | ISBN 978-4-04-114035-2         |
| 5                              | 2024年3月4日[書誌 10]          | 第17話～第19話                 | ISBN 978-4-04-114794-8         |

### 書誌情報出典
1. ↑  “「ひぐらしのなく頃に 業（1）」赤瀬とまと 角川コミックス・エース”.   KADOKAWA. 2023年8月27日閲覧。
2. ↑  “「ひぐらしのなく頃に 業（2）」赤瀬とまと 角川コミックス・エース”.   KADOKAWA. 2023年8月27日閲覧。
3. ↑  “「ひぐらしのなく頃に 業（3）」赤瀬とまと 角川コミックス・エース”.   KADOKAWA. 2023年8月27日閲覧。
4. ↑  “「ひぐらしのなく頃に 業（4）」赤瀬とまと 角川コミックス・エース”.   KADOKAWA. 2023年8月27日閲覧。
5. ↑  “「ひぐらしのなく頃に 業　コミックアンソロジー」赤瀬とまと 角川コミックス・エース”.   KADOKAWA. 2023年8月27日閲覧。
6. ↑  “「ひぐらしのなく頃に 巡（1）」赤瀬とまと 角川コミックス・エース”.   KADOKAWA. 2022年2月4日閲覧。
7. ↑  “「ひぐらしのなく頃に 巡（2）」赤瀬とまと 角川コミックス・エース”.   KADOKAWA. 2022年10月4日閲覧。
8. ↑  “「ひぐらしのなく頃に 巡（3）」赤瀬とまと 角川コミックス・エース”.   KADOKAWA. 2023年3月3日閲覧。
9. ↑  “「ひぐらしのなく頃に 巡（4）」赤瀬とまと 角川コミックス・エース”.   KADOKAWA. 2023年9月4日閲覧。
10. ↑  “「ひぐらしのなく頃に 巡（5）」赤瀬とまと 角川コミックス・エース”.   KADOKAWA. 2024年3月4日閲覧。